# Escut de Madagascar
L'escut de Madagascar actualment en vigor data devers l'any 2000, i és una variant de l'aprovat el 1993. És un segell o emblema circular d'or que a la part central inclou un disc d'argent amb la representació del mapa d'aquest estat insular, compost per l'illa principal i les adjacents de Nosy Be i Nosy Boraha (o Sainte-Marie), de gules. D'aquest disc central irradia un arbre del viatger (Ravenala madagascariensis) estilitzat, de gules i sinople, damunt del qual hi ha la inscripció de sable REPOBLIKAN'I MADAGASIKARA, nom oficial malgaix de la República de Madagascar.
A la part inferior, sota el disc central amb el mapa, hi ha un cap de zebú de gules sobre un camp d'arròs perfilat també de gules, voltat a banda i banda per un ram de llorer de sinople i, a la base, amb el lema nacional malgaix: TANINDRAZANA - FAHAFAHANA - FANDROSOANA, és a dir 'Pàtria – Llibertat – Progrés'.

## Història
El primer escut malgaix és el corresponent al Regne d'Imerina, dissenyat a l'època del rei Radama I (1810-1828) i que va estar en vigor fins al 1897. Tenia el camper quarterat en creu, amb la representació d'un zebú, un arbre del viatger, un escut amb dues llances i una espiga d'arròs a cada quarter. Duia com a suports les figures de dos alts dignataris del Regne, un civil i un militar, i anava timbrat amb la corona reial. A la base hi figurava el lema nacional en malgaix: Tsy adidiko izaho irery, fa adidiko izaho sy hianareo ('No faig la llei tot sol, sinó que la fem tu i jo plegats').
Durant l'època colonial francesa l'emblema malgaix era format per tres caps de zebú. Amb la independència, la República Malgaixa va adoptar un segell circular el 24 de desembre de 1959 que reprenia els antics elements simbòlics de l'arbre del viatger, el cap de zebú i les espigues de blat, amb el lema Fahafahana – Tanindrazana – Fandrosoana ('Llibertat – Pàtria – Progrés').
La República Democràtica Malgaixa (1975-1992), sobrevinguda arran del cop d'estat militar de Didier Ratsiraka, fou representada per un altre segell circular de caràcter socialista, on figurava un sol ixent damunt el mar, carregat amb un rifle, una pala, una ploma i una roda dentada i timbrat amb una estrella roja. El lema era Tanindrazana – Tolom-piavotana – Fahafahana ('Pàtria – Revolució – Llibertat').
La nova República de Madagascar va adoptar, el març de 1993, un nou emblema circular amb els colors de la bandera estatal: blanc, vermell i verd, amb els mateixos elements que l'escut actual: un mapa central, un arbre del viatger radiant i un cap de zebú damunt un camp d'arròs. El lema era Tanindrazana – Fahafahana – Fahamarinana ('Pàtria – Llibertat – Justícia'). La variant actual, amb un lleuger canvi de colors i la represa del lema nacional del 1959, fou posada en circulació cap a l'any 2000.

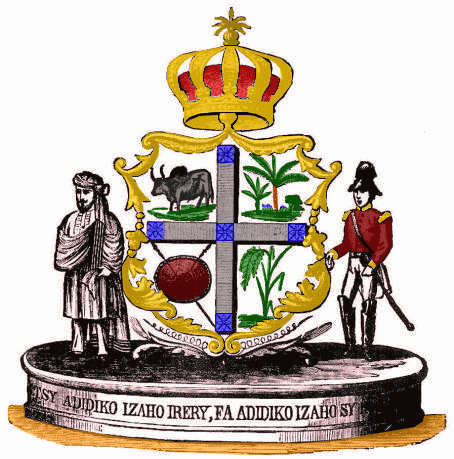
Armes del Regne de Madagascar (1868-1883)
Escut d'armes del regne Merina (1787-1896)
Emblema de la República de Madagascar
Segell de la República de Madagascar (1958-1975)
Segell de la República Democràtica de Madagascar (1975-1992)
Segell de la República de Madagascar (1993-1998)